# Peter Stetina
Peter Stetina, né le 8 août 1987 à Boulder, est un coureur cycliste américain, professionnel de 2010 à 2019.

## Biographie

### Jeunesse et carrière amateur

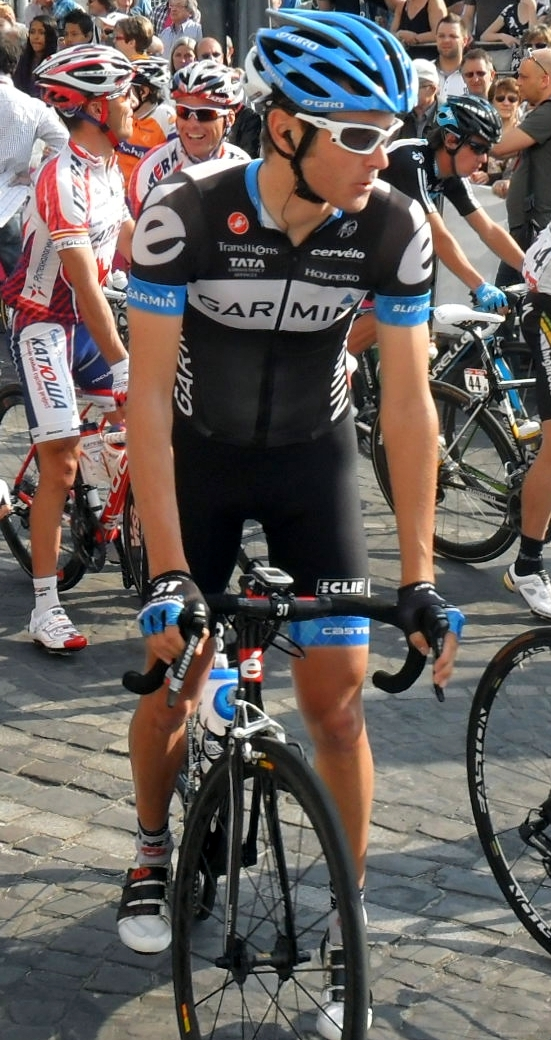
Peter Stetina à Liège-Bastogne-Liège 2011.

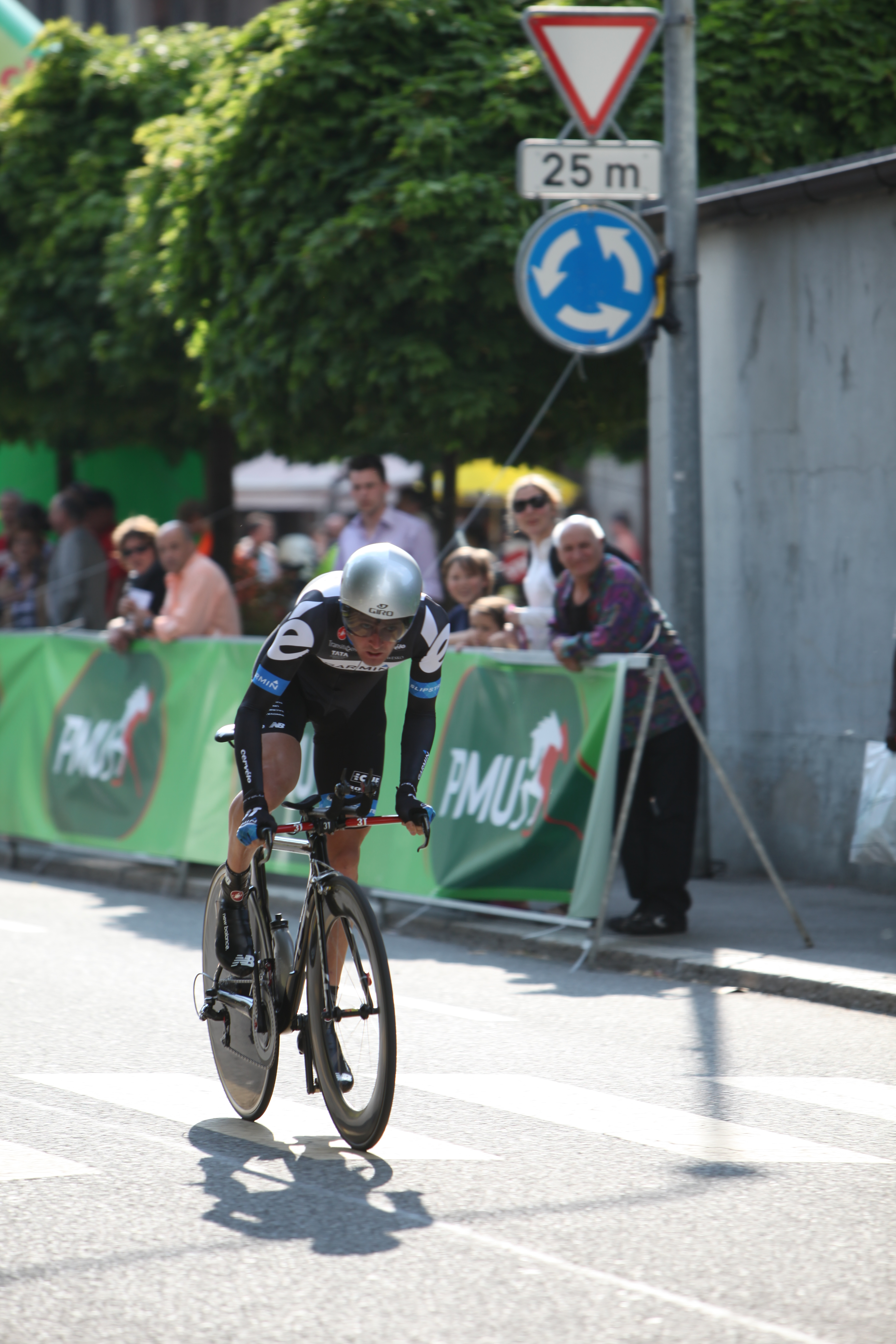
Peter Stetina au Tour de Romandie 2011.

Peter Stetina est le fils Dale Stetina, qui a remporté entre autres le classement général du Tour du Costa Rica et à deux reprises la Cascade Classic. Son oncle Wayne Douglas Stetina a été deux fois champion des États-Unis du contre-la-montre (en 1975 et 1980).
En 2003, il intègre l'équipe junior 5280/Subaru, récemment créée par Jonathan Vaughters. Cette équipe change plusieurs fois de nom au cours des années suivantes, pour devenir en Garmin 2008. En 2005, il est champion des États-Unis sur route juniors. Passé en espoirs, il gagne le championnat national du contre-la-montre de cette catégorie en 2008 et 2009. Il est également sixième du championnat du monde du contre-la-montre espoirs et dixième du Tour de l'Avenir en 2008, septième du Tour de l'Avenir en 2009.

### Début de carrière chez Garmin (2010-2013)
Passé professionnel dans l'équipe ProTour Garmin-Transitions en 2010 après des résultats prometteurs dans les catégories de jeunes, il obtient entre autres une dixième place au Trofeo Melinda et une onzième place au Tour de Californie en 2010. 
Il prend part l'année suivante à son premier Grand Tour : le Tour d'Italie. Désigné comme coéquipier de Christophe Le Mével en montagne, il impressionne lors d'une des étapes reines de l'édition avec une 15e place au sommet de l'exigeant Monte Zoncolan devant notamment Roman Kreuziger et David Arroyo. Il termine à la 22e place du classement général.
En 2012, il participe à son second Tour d'Italie, il remporte le contre-la-montre par équipes avec Garmin-Barracuda et joue un rôle prépondérant dans la victoire finale de son leader, Ryder Hesjedal.

### Chez BMC Racing (2014-2015)
En fin d'année 2013, Peter Stetina quitte l'équipe Garmin, où il estime être considéré comme un « coureur du Giro », et rejoint l'équipe BMC Racing, avec laquelle il espère participer au Tour de France,. Il commence sa saison au Tour de San Luis. Deuxième de la deuxième étape, en montagne, derrière Julián Arredondo, il est huitième du classement général. Il joue ensuite un rôle d'équipier lors de plusieurs courses par étapes, dont Paris-Nice et le Tour de Catalogne, puis est désigné leader de l'équipe au Tour de Californie. Bien placé en montagne, il termine sixième du classement général. En juillet, il dispute son premier Tour de France en tant qu'équipier de Tejay van Garderen, notamment en montagne,. Ce dernier termine cinquième du classement général, Stetina 35e.
Peter Stetina, à la suite d'une chute, est atteint d'une fracture de la rotule droite et de quatre fractures de côtes lors de la première étape du Tour du Pays basque en avril 2015.  Il reprend la compétition en août, lors du Tour de l'Utah. Il parvient à terminer cette course. Il dispute ensuite le Tour du Colorado, et la Japan Cup, en octobre.

### Chez Trek-Segafredo (2016-2019)
À l'issue de cette saison 2015, Peter Stetina est recruté par l'équipe Trek-Segafredo, afin d'épauler les leaders de celle-ci lors des courses par étapes. Il fait ses débuts avec cette équipe en janvier 2016, au Tour Down Under. Durant les premiers mois de l'année, il peine à retrouver son niveau et songe à mettre fin à sa carrière. Il poursuit jusqu'au Tour de Californie, son objectif de l'année. Bien que sa place au classement général (20e) soit loin de ses ambitions, sa deuxième place lors de l'étape reine le rassure. Il dispute ensuite le Tour de France en tant qu'équipier de Bauke Mollema, et le termine à la 46e place.
En 2017, il remporte la 3e étape de la Cascade Cycling Classic et termine sixième du général de l'épreuve. En fin de saison, il se classe dixième de Milan-Turin. 
En 2018, il est huitième de l'Adriatica Ionica Race et dixième du Tour de l'Utah. En octobre 2018, alors qu'il annonce avoir souffert du virus d'Epstein-Barr sans le savoir, ce qui a affecté ses performances, il se retrouve sans contrat pour la saison 2019 et pourrait être contraint de prendre sa retraite.
Fin 2019, il arrête sa carrière sur route pour lancer une nouvelle carrière dans les courses de gravel et le VTT d'ultra-endurance.

## Palmarès

### Par années
- 2004
  - 2e du championnat des États-Unis du critérium juniors
- 2005
  -  Champion des États-Unis sur route juniors
- 2008
  -  Champion des États-Unis du contre-la-montre espoirs
  - 2e du championnat des États-Unis sur route espoirs
  - 3e du Mount Evans Hill Climb
  - 6e du championnat du monde du contre-la-montre espoirs
- 2009
  -  Champion des États-Unis du contre-la-montre espoirs
  - 2e étape de la Ronde de l'Isard
  - 3e du Mount Evans Hill Climb
- 2010
  - Mount Evans Hill Climb
- 2012
  - 4e étape du Tour d'Italie (contre-la-montre par équipes)
  - 2e étape du Tour de l'Utah (contre-la-montre par équipes)
- 2013
  - 3e du Grand Prix Miguel Indurain
- 2017
  - 3e étape de la Cascade Cycling Classic

### Résultats sur les grands tours

#### Tour de France
2 participations
- 2014 : 35e
- 2016 : 46e

#### Tour d'Italie
4 participations
- 2011 : 22e
- 2012 : 27e, vainqueur de la 4e étape (contre-la-montre par équipes)
- 2013 : 52e
- 2017 : 46e

#### Tour d'Espagne
2 participations
- 2017 : 31e
- 2019 : 28e

### Classements mondiaux
| Année                  | 2006 | 2007 | 2008 | 2009 | 2010 | 2011 | 2012 | 2013 | 2014 | 2015 |
| ---------------------- | ---- | ---- | ---- | ---- | ---- | ---- | ---- | ---- | ---- | ---- |
| Calendrier mondial UCI |      |      |      |      | nc   |      |      |      |      |      |
| UCI World Tour         |      |      |      |      |      | nc   | nc   | nc   | nc   | nc   |
| UCI America Tour       | 327e |      | 165e | 374e |      |      |      |      |      |      |
| UCI Europe Tour        |      |      | 812e | 538e |      |      |      |      |      |      |